# Alfred Drury
Alfred Drury, né le 11 novembre 1856 à Islington en Londres et mort le 24 décembre 1944 à Wimbledon , est un sculpteur britannique, représentatif du mouvement de la New Sculpture (en).

## Biographie

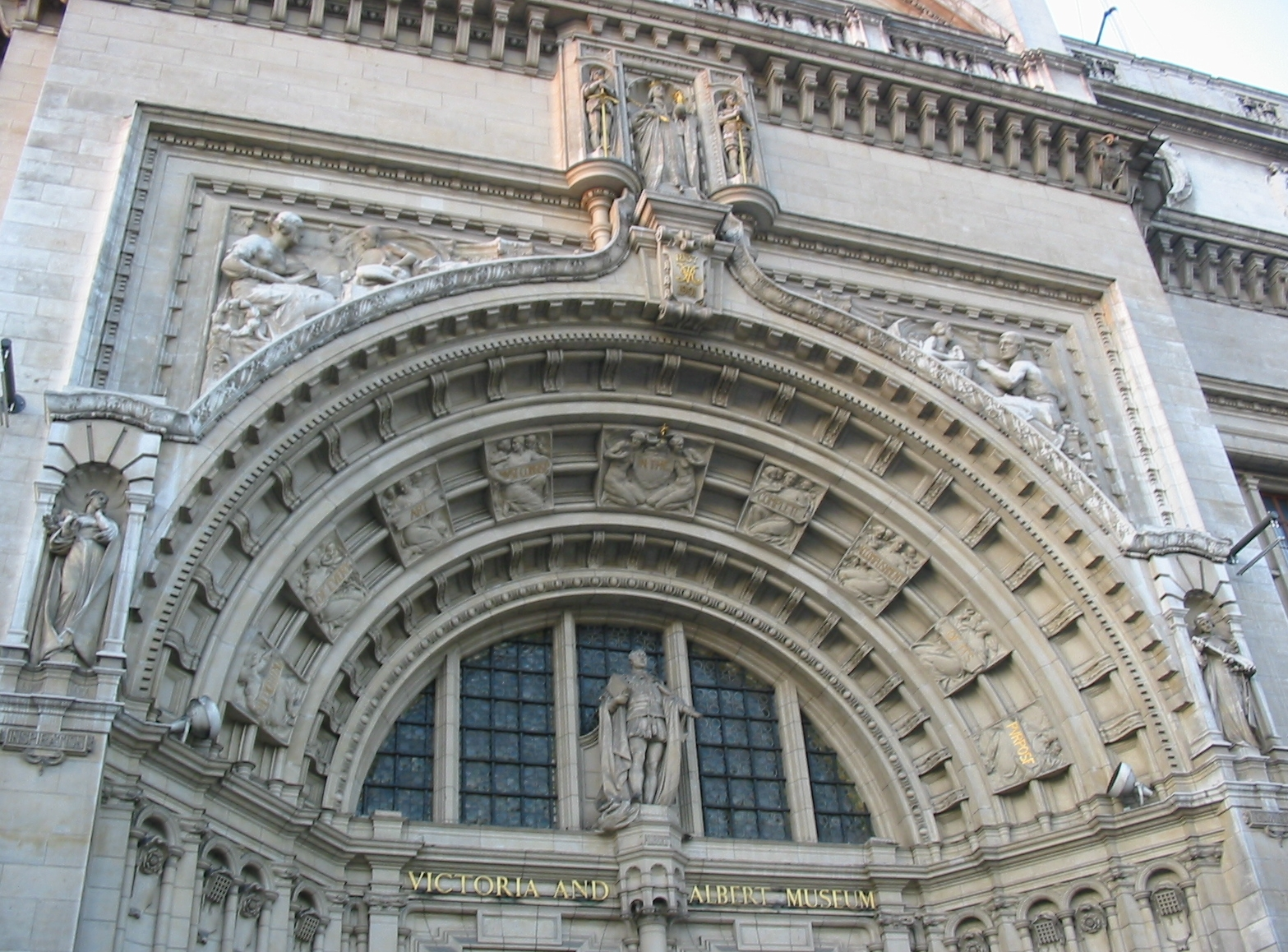
Bas-reliefs ornant le plein-cintre du fronton du Victoria and Albert Museum à Londres.

À la fin du XIXe siècle, la sculpture anglaise connait un âge d'or avec le mouvement appelé New Sculpture (en), initié par le sculpteur français Jules Dalou, alors réfugié à Londres, qui forme de nombreux élèves à la National Art Training School. Parmi ceux-ci se trouve Alfred Drury, également élève d'Édouard Lanteri. Alfred Drury suit Dalou lorsque celui-ci retourne en France et devient son assistant entre 1881 et 1885, avant de devenir celui de Joseph Boehm, tout en menant sa propre carrière avec succès.
En 1898, il répond à une commande pour le City Square à Leeds : la statue équestre d'Edouard, prince de Galles, dit « le Prince noir » de Thomas Brock, au centre, devait être entourée de statues-lampadaires. Drury réalise deux figures : Le Matin et Le Soir. Le buste Spirit of the night (l'Esprit de la nuit), conservé à Paris au musée d'Orsay, est une reprise tardive d'une première étude pour Le Soir. Les traits du visage rappellent l'art de Dalou, mais les yeux fermés, l'expression concentrée, intérieure, sont typiques du courant symboliste et Art nouveau.
Quatre des huit statues du Vauxhall Bridge à Londres, représentant L'Agriculture, L'Architecture, La Science de l'Ingénieur et La Poterie, sont l'œuvre d'Alfred Drury.
En 1909, il obtient une mention honorable au Salon des artistes français dont il est membre. 
Membre de l'International Society of Sculptors, Painters and Gravers, Alfred Drury est aussi élu membre de la Royal Academy le 19 novembre 1913.
Son fils, Paul Drury, est graveur.

## Galerie

Œuvres d'Alfred Drury
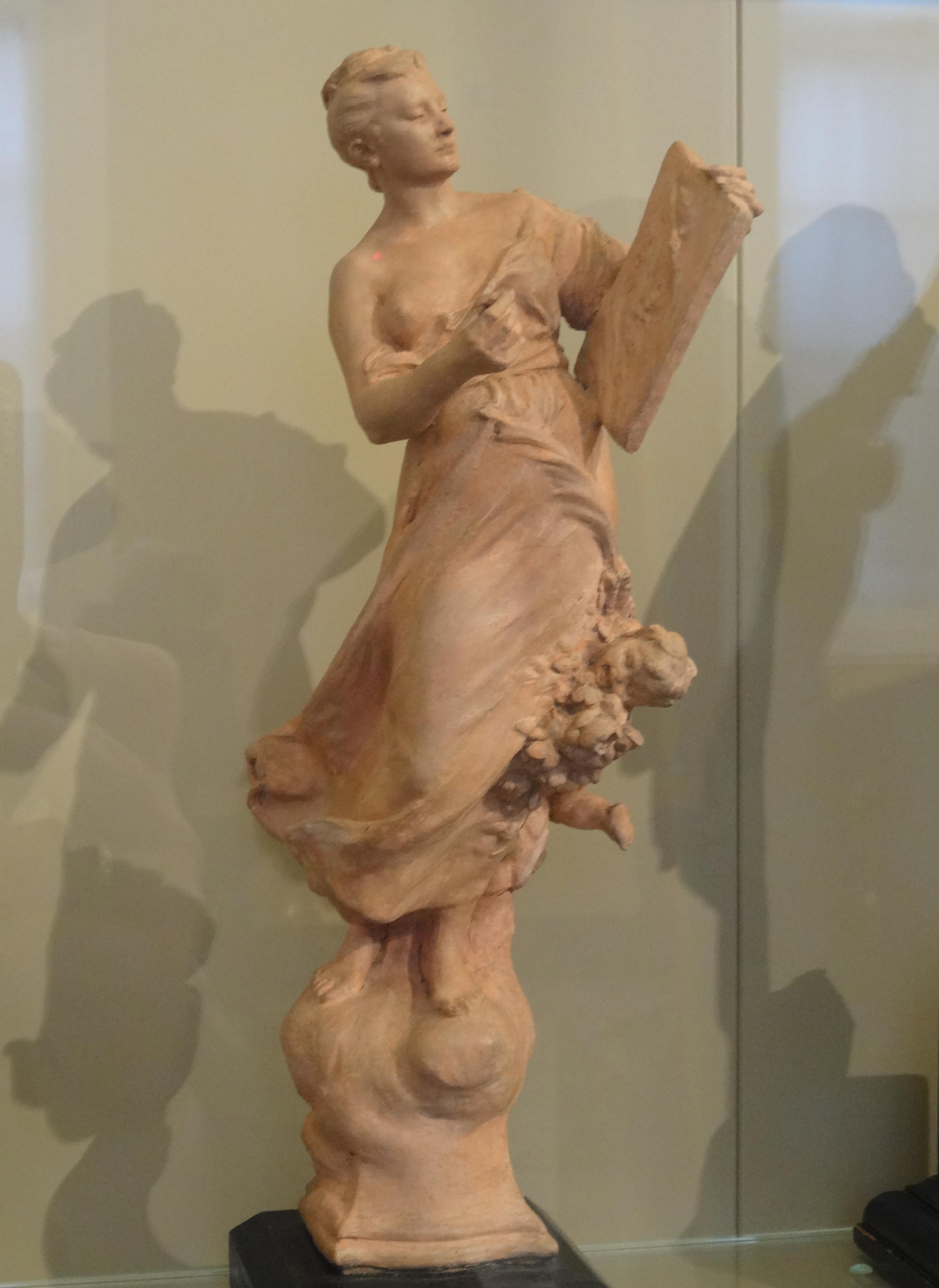
Le Génie de la Peinture (1886), Londres, Victoria and Albert Museum.
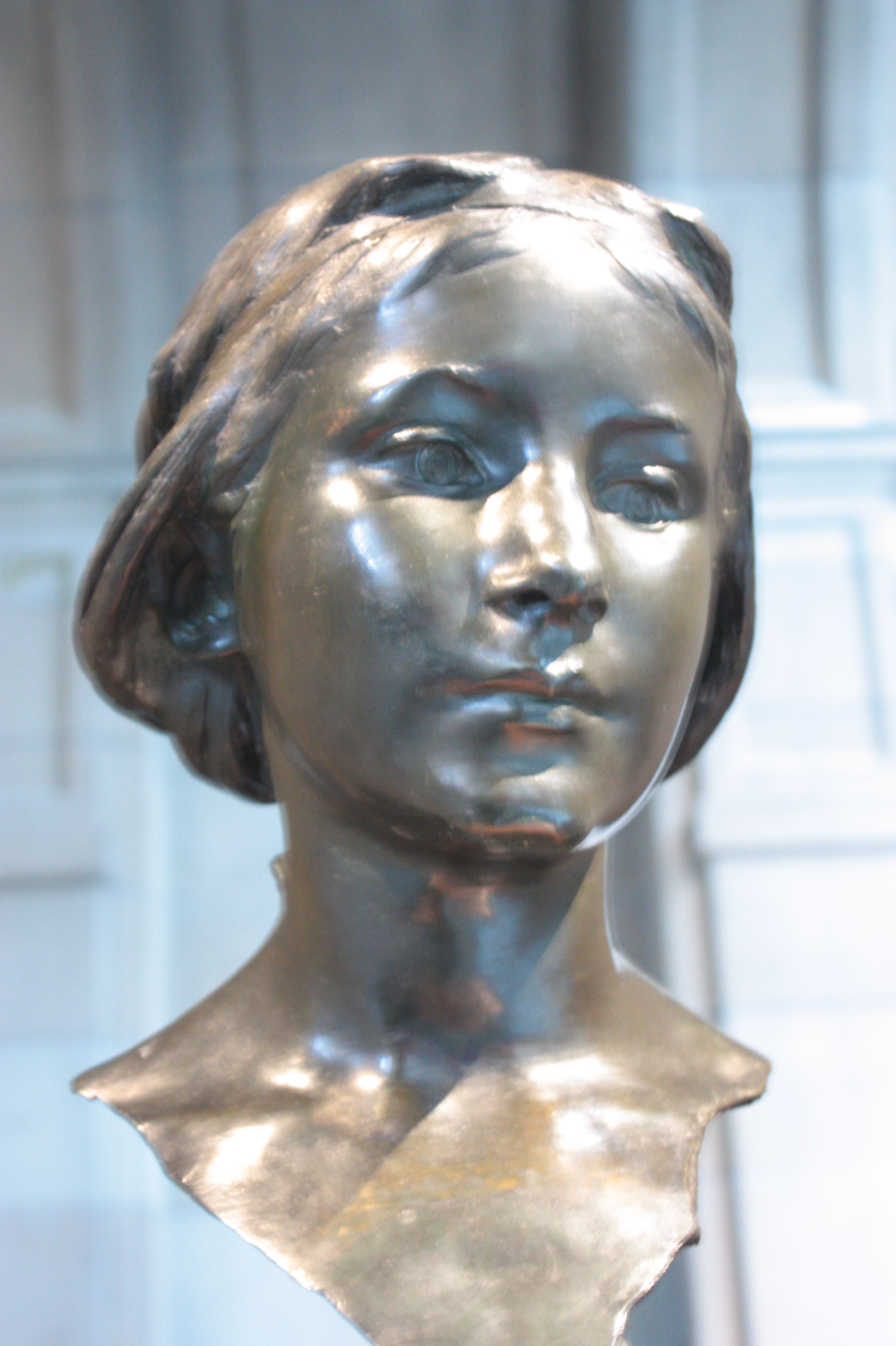
Griselda (1896), Londres, Tate Gallery[6].
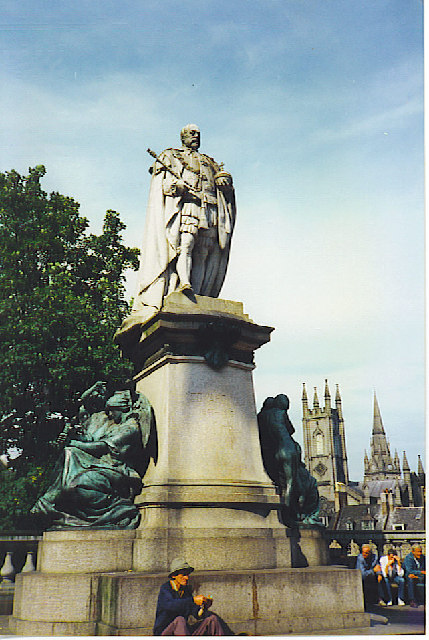
Monument à Edward VII (1910), Aberdeen.
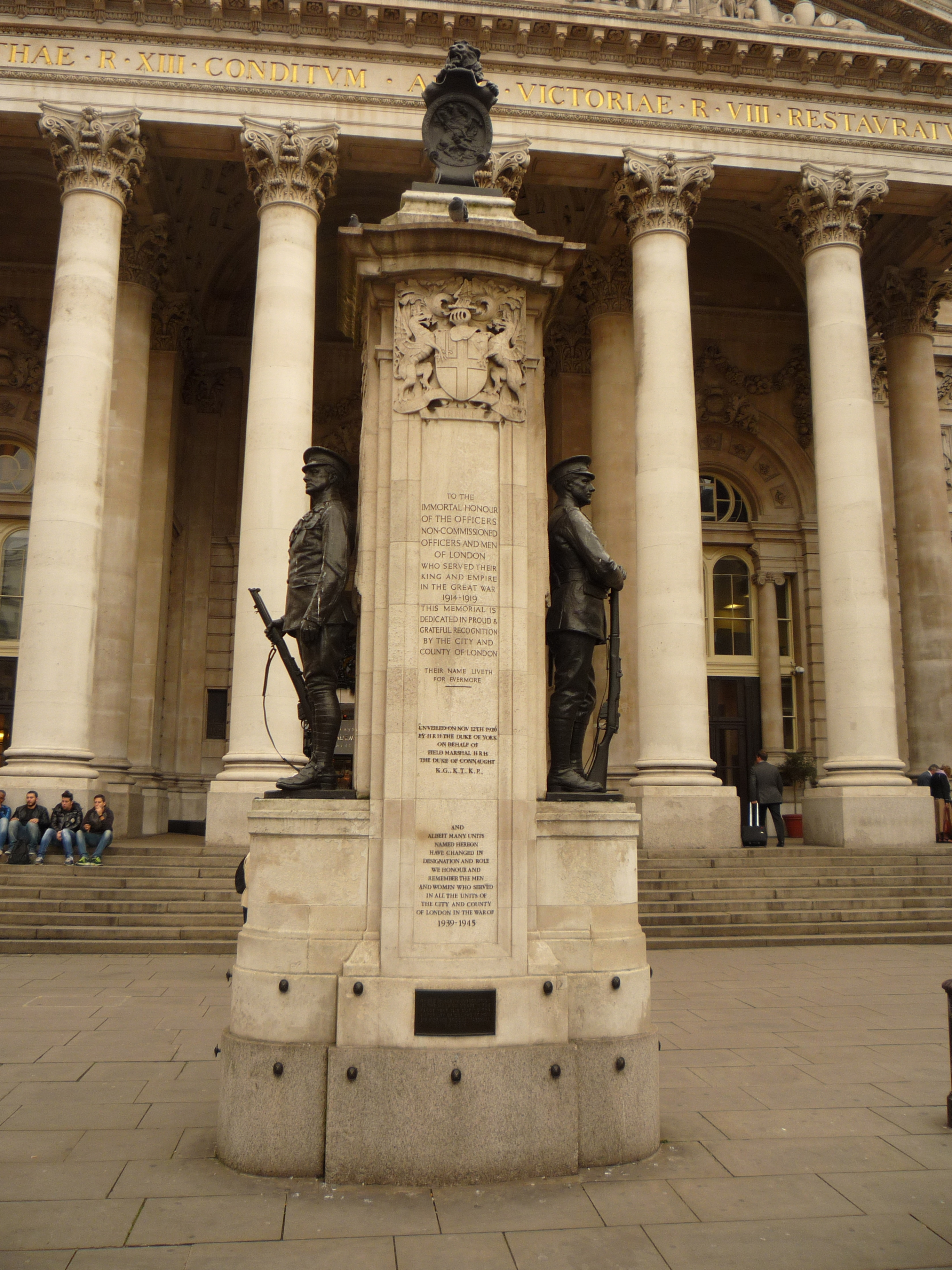
London Troops War Memorial (en) (1920), Londres, Royal Exchange.
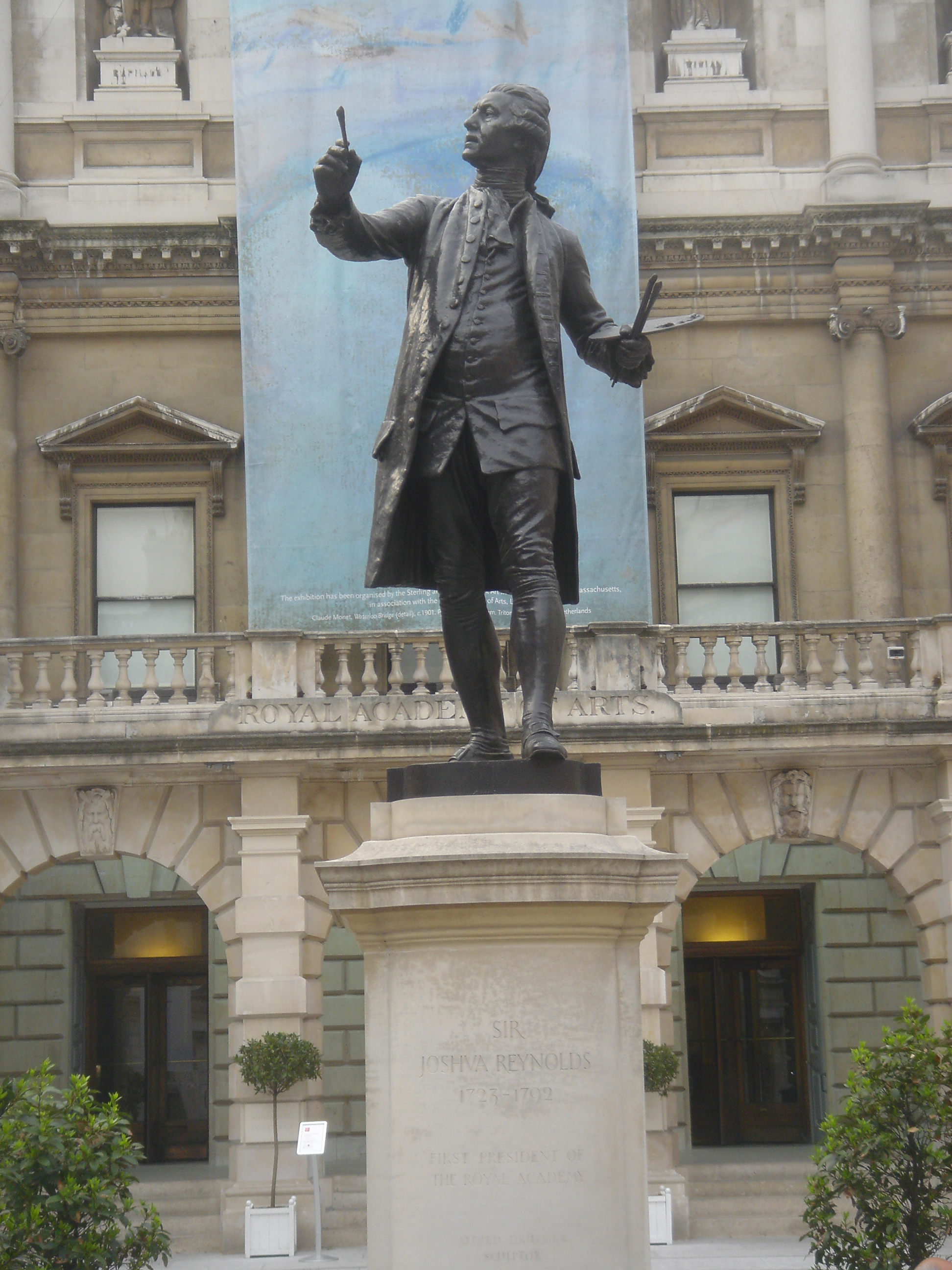
Monument à Joshua Reynolds (en) (1931), Londres, Burlington House.